# HD29116
HD29116 — хімічно пекулярна зоря спектрального класу A6, що має видиму зоряну величину в смузі V приблизно  5,8.
Вона  розташована на відстані близько 175,3 світлових років від Сонця.